# Mychael Danna
Mychael Danna (Winnipeg, 20 settembre 1958) è un compositore e musicista canadese, autore di colonne sonore cinematografiche.
È considerato uno dei pionieri nella combinazione di influenze musicali non-occidentali con musica orchestrale ed elettronica minimalista nel campo della musica da film. La sua reputazione gli ha permesso di lavorare con registi come Atom Egoyan, Deepa Mehta, Terry Gilliam, Scott Hicks, Ang Lee, Gillies MacKinnon, James Mangold, Mira Nair, Billy Ray, Joel Schumacher e Denzel Washington.

## Biografia
Mychael Danna nasce a Winnipeg, in Manitoba, ma, quando lui ha appena quattro settimane di vita, la famiglia si sposta a Burlington, in Ontario. Studia musica e composizione all'Università di Toronto, vincendo una borsa di studio in composizione intitolata a Glenn Gould nel 1985.
Inizia la sua carriera negli anni settanta, formando il duo Danna & Clement assieme a Tim Clement, con cui pubblica cinque album di genere ambient/new age e con cui continuerà a collaborare fino agli anni novanta.
Nel 1979 pubblica il proprio primo album solista, Elements e in seguito realizza vari album di genere ambient/new age.
Dal 1987 al 1992 Danna presta servizio come compositore residente al McLaughlin Planetarium di Toronto. Tra i suoi lavori figurano musiche composte per la danza, tra cui quelle per Dead Souls, portato in scena dalla Carbone Quatorze Dance Company, con la regia di Gilles Maheu, nel 1996, e la musica per Gita Govinda, basato sul poema Gītagovinda di Jayadeva del XII secolo, portato in scena dal Royal Winnipeg Ballet nel 2001, con la coreografia di Nina Menon.
Il suo primo lavoro per il cinema è la colonna sonora del film di Atom Egoyan Family Viewing del 1987, colonna sonora che gli fa ottenere la prima delle sue tredici candidature ai Genie Award.
Nel 2006 vince un BMI Film & TV Award per la colonna sonora di Little Miss Sunshine.
Nel 2013 vince il Golden Globe per la migliore colonna sonora originale e il premio Oscar per le musiche del film film Vita di Pi e sempre per il medesimo film ottiene una nomination all'Oscar per la miglior canzone.
Nel giugno del 2014 l'Università di Toronto assegna a Mycheal Danna un dottorato onorario per i risultati ottenuti nella sua carriera di musicista.
Il 30 settembre 2021 Danna riceve il Premio alla Carriera allo Zurich Film Festival.

## Vita privata
È sposato con Aparna, una donna di origine indiane, dalla quale ha avuto due figli. È fratello maggiore del musicista Jeff Danna, con cui ha spesso collaborato.

## Discografia parziale

### Con Danna & Clements

#### Album in studio
- 1977 - The White LP
- 1983 - A Gradual Awakening
- 1985 - Summerland
- 1986 - Another Sun
- 1995 - North Of Niagara

### Solista

#### Album in studio
- 1979 - Elements
- 1980 - The Electronic Orchestra
- 1988 - Mars: The Journey Begins
- 1988 - Planets, Stars and Galaxies
- 1991 - Sirens
- 1992 - Skys
- 1994 - Exotica (Original Motion Picture Soundtrack)
- 1996 - A Celtic Tale, The Legend of Deirdre (con Jeff Danna)

## Filmografia parziale

### Cinema
- Colpo grosso (The Big Slice), regia di John Bradshaw (1991)
- Exotica, regia di Atom Egoyan (1994)
- Kamasutra (Kama Sutra: A Tale of Love), regia di Mira Nair (1996)
- Il dolce domani (The Sweet Hereafter), regia di Atom Egoyan (1997)
- Tempesta di ghiaccio (The Ice Storm), regia di Ang Lee (1997)
- Cavalcando col diavolo (Ride with the Devil), regia di Ang Lee (1999)
- Ragazze interrotte (Girl, Interrupted), regia di James Mangold (1999)
- 8mm - Delitto a luci rosse (8mm), regia di Joel Schumacher (1999)
- Il viaggio di Felicia (Felicia's Journey), regia di Atom Egoyan (1999)
- Bounce, regia di Don Roos (2000)
- Cuori in Atlantide (Hearts in Atlantis), regia di Scott Hicks (2001)
- Monsoon Wedding - Matrimonio indiano (Monsoon Wedding), regia di Mira Nair (2001)
- Ararat - Il monte dell'Arca (Ararat), regia di Atom Egoyan (2002)
- Antwone Fisher, regia di Denzel Washington (2002)
- The Snow Walker, regia di Charles Martin Smith (2003)
- L'inventore di favole (Shattered Glass), regia di Billy Ray (2003)
- La fiera della vanità (Vanity Fair), regia di Mira Nair (2004)
- La diva Julia - Being Julia (Being Julia), regia di István Szabó (2004)
- False verità (Where the Truth Lies), regia di Atom Egoyan (2005)
- Water - Il coraggio di amare (Water), regia di Deepa Mehta (2005)
- Truman Capote - A sangue freddo (Capote), regia di Bennett Miller (2005)
- Tideland - Il mondo capovolto (Tideland), regia di Terry Gilliam (2005)
- Nativity (The Nativity Story), regia di Catherine Hardwicke (2006)
- Little Miss Sunshine, regia di Jonathan Dayton e Valerie Faris (2006)
- Lonely Hearts, regia di Todd Robinson (2006)
- Surf's Up - I re delle onde (Surf's Up), regia di Ash Brannon e Chris Buck (2007)
- Breach - L'infiltrato (Breach), regia di Billy Ray (2007)
- Il caso Thomas Crawford (Fracture), regia di Gregory Hoblit (2007)
- Stone of Destiny, regia di Charles Martin Smith (2008)
- Heaven on Earth, regia di Deepa Mehta (2008)
- La terrazza sul lago (Lakeview Terrace), regia di Neil LaBute (2008)
- Management - Un amore in fuga (Management), regia di Stephen Belber (2008)
- Un amore all'improvviso (The Time Traveler's Wife), regia di Robert Schwentke (2009)
- Chloe - Tra seduzione e inganno (Chloe), regia di Atom Egoyan (2009)
- (500) giorni insieme ((500) Days of Summer), regia di Marc Webb (2009)
- Parnassus - L'uomo che voleva ingannare il diavolo (The Imaginarium of Doctor Parnassus), regia di Terry Gilliam (2009)
- Amore a mille... miglia (Going the Distance), regia di Nanette Burstein (2010)
- L'arte di vincere (Moneyball), regia di Bennett Miller (2011)
- Vita di Pi (Life of Pi), regia di Ang Lee (2012)
- Devil's Knot - Fino a prova contraria (Devil's Knot), regia di Atom Egoyan (2013)
- Foxcatcher - Una storia americana (Foxcatcher), regia di Bennett Miller (2014)
- Transcendence, regia di Wally Pfister (2014)
- The Captive - Scomparsa (The Captive), regia di Atom Egoyan (2014)
- Remember, regia di Atom Egoyan (2015)
- Il viaggio di Arlo, regia di Peter Sohn (2015)
- Deadpool, regia di Tim Miller (2016)
- Billy Lynn - Un giorno da eroe (Billy Lynn's Long Halftime Walk), regia di Ang Lee (2016)
- Collateral Beauty, regia di David Frankel (2016)
- Dickens - L'uomo che inventò il Natale (The Man Who Invented Christmas), regia di Bharat Nalluri (2017)
- Una giusta causa (On the Basis of Sex), regia di Mimi Leder (2018)
- Dopo il matrimonio (After the Wedding), regia di Bart Freundlich (2019)
- Red Sea Diving (The Red Sea Diving Resort), regia di Gideon Raff (2019)
- Guest of Honour, regia di Atom Egoyan (2019)
- Onward - Oltre la magia (Onward), regia di Dan Scanlon (2020)
- La ragazza di Stillwater (Stillwater), regia di Tom McCarthy (2021)
- Cenerentola (Cinderella) , regia di Kay Cannon (2021)
- La famiglia Addams 2 (The Addams Family 2), regia di Greg Tiernan, Laura Brousseau e Kevin Pavlovic (2021)
- La ragazza della palude (Where the Crawdads Sing), regia di Olivia Newman (2022)
- L'ultima danza di Salomè (Seven Veils), regia di Atom Egoyan (2023)

## Riconoscimenti (parziale)
Premio Oscar
- 2013 - Miglior colonna sonora per Vita di Pi
- 2013 - Candidatura alla Miglior canzone per Pi's Lullaby dalla colonna sonora di Vita di Pi

Golden Globe
- 2013 - Migliore colonna sonora per Vita di Pi

BMI Film & TV Award
- Miglior colonna sonora per Little Miss Sunshine

Grammy Award
- Candidatura alla Miglior colonna sonora scritta per un film per Little Miss Sunshine

Zurigo Film Festival
- 2021 - Premio alla carriera